# ヴィーヴォ (ブラジルの企業)

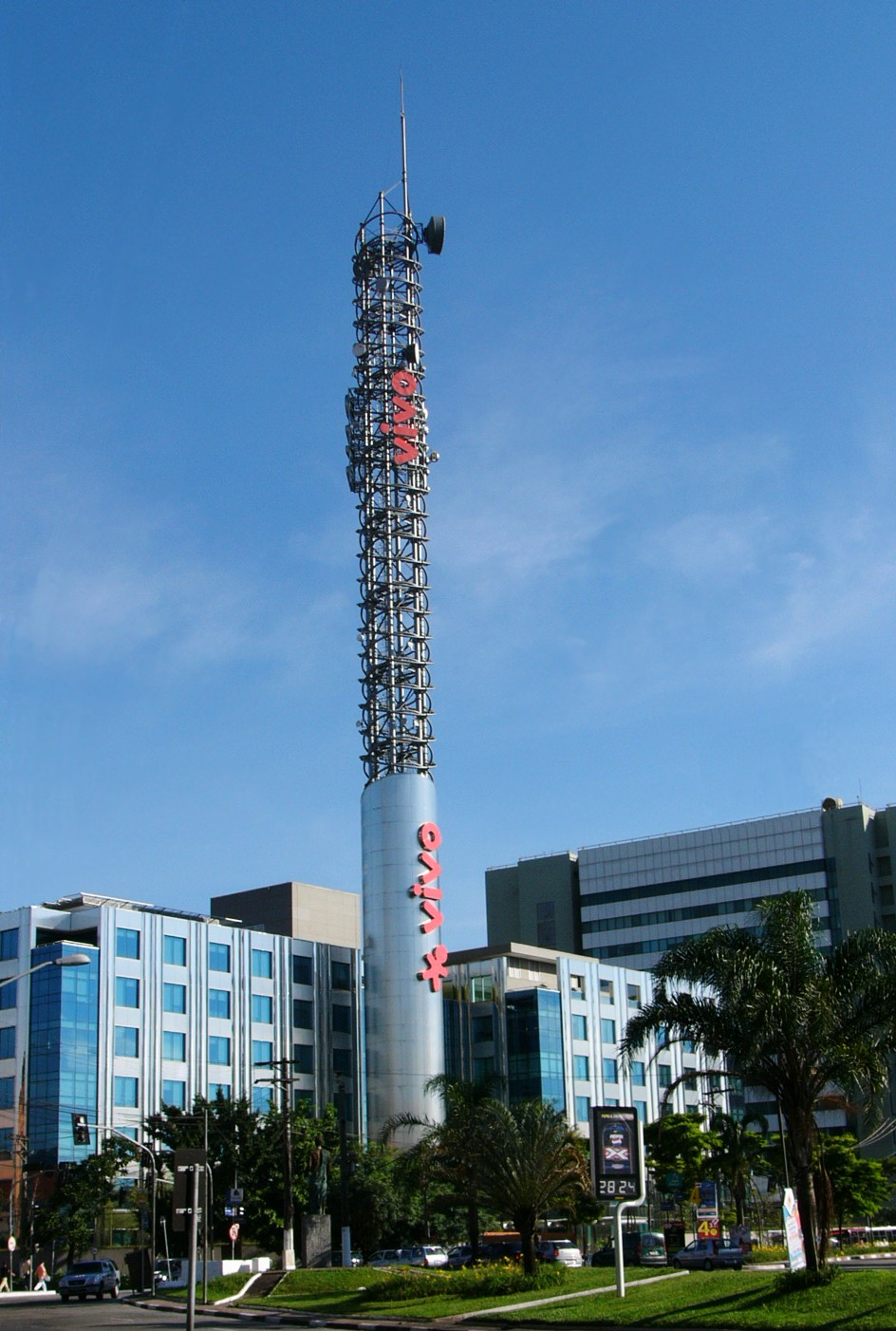
ヴィーヴォ本社（サンパウロ）

ヴィーヴォ（Vivo S.A）は、ブラジル及びラテンアメリカで最大級の携帯電話事業会社。使用者人口は4,000万人以上とされる。

## 概要
ヴィーヴォはもともと、ポルトガルテレコムとスペインのテレフォニカの合弁の下、複数の携帯電話事業会社が合併して誕生した。
ヴィーヴォの携帯電話ネットワークは当初、CdmaOneを基盤としていたが、それでもなお、合併の際には、AMPS（TdmaOne、時分割多元接続）によるサービスも提供していた。
2006年以降、CdmaOne及びAMPSによるサービスはGSMによるサービスへと変更された。ヴィーヴォは、CDMA方式及びGSM方式によるサービスを提供することを発表した。その後、CDMA方式は主要都市では、CDMA2000へと移行している一方で、ヴィーヴォは現在では携帯電話によるインターネットサービスも提供している。
ヴィーヴォ・ブランドは、2003年4月13日に発足した。2006年までは、ヴィーヴォグループは6社から構成される持ち株会社であったが、2005年11月、ヴィーヴォ社への合併を発表し、2006年2月22日にそれが実現した。
ヴィーヴォは、また、EVDO及び3Gのサービスも提供している。
ブラジル国内においてはTIM、Oi、Claroと共に通信事業における最大ブランドとして国内市場を寡占している。